# Скуби-Ду и Kiss: Мистерията на рокендрола
„Скуби-Ду и Kiss: Мистерията на рокендрола“ (на английски: Scooby-Doo! and Kiss: Rock and Roll Mystery) е анимационен филм от 2015 г., и е двадесет и петият филм от директно издадените на видео поредица от филми за „Скуби-Ду“. Продуциран от Warner Bros. Animation, филмът е пуснат дигитално на 10 юли 2015 г. и на DVD от 21 юли 2015 г. Това е последния филм на „Скуби-Ду“, в която Минди Кон озвучава Велма, но в следващите филми е сменена от Кейт Микучи. Дизайнът във филма е вдъхновен от комиксите на Джак Кърби.

## Озвучаващ състав
Скуби-Ду
- Франк Уелкър – Скуби-Ду и Фред Джоунс
- Матю Лилард – Шаги Роджърс
- Грей Грифин – Дафни Блейк
- Минди Кон – Велма Динкли

KISS
- Пол Стенли – Старчайлд
- Джийн Симънс – Демонът
- Томи Тайър – Спейсмен
- Ерик Сингър – Кетмен

Други
- Дженифър Карпентър – Чикара
- Гари Маршъл – Мани Голдман
- Пени Маршъл – Елдър
- Док Макгий – Чип Макгхуу
- Джейсън Мюис – Работник #1
- Поли Перет – Далила Домино/Пурпурната вещица
- Рейчъл Рамрас – Шанди Струтър
- Дариъс Ръкър – Унищожителят
- Тони Сервоун – Говорителят
- Кевин Смит – Работник #2

## В България
В България филмът е излъчен на 10 декември 2020 г. по bTV Comedy.
През 2022 г. се излъчва и по Cartoon Network. Преведен е като „Скуби-Ду и Кис: Рокендрол мистерия“.

### Дублажи

#### Войсоувър дублажи
| Озвучаващи артисти  | Милена Живкова Златина Тасева Георги Тодоров Кирил Ивайлов Александър Воронов |
| Преводач            | Виолета Георгиева                                                             |
| Тонрежисьор         | Светослав Димитров                                                            |
| Режисьор на дублажа | Тодор Георгиев                                                                |

### Нахсинхронен дублаж
| Роля                | Изпълнител        |
| ------------------- | ----------------- |
| Скуби-Ду            | Георги Спасов     |
| Шаги                | Георги Стоянов    |
| Дафни               | Златина Тасева    |
| Фред                | Кирил Бояджиев    |
| Велма               | Татяна Етимова    |
| Мани Голдман Кетмен | Петър Върбанов    |
| Старчайлд           | Момчил Степанов   |
| Спейсмен            | Константин Лунгов |
| Демонът             | Георги Иванов     |
| Чил Магхуу          | Георги Иванов     |
| Шанди               | Ралица Стоянова   |
| Чикара              | Василка Сугарева  |
| Елдър               | Симона Нанова     |
| Други гласове       | Здравко Димитров  |

| Обработка              | Александра Аудио |
| ---------------------- | ---------------- |
| Режисьор на дублажа    | Василка Сугарева |
| Преводач               | Силвия Вълкова   |
| Изпълнителен продуцент | Васил Новаков    |